# Fastech 360

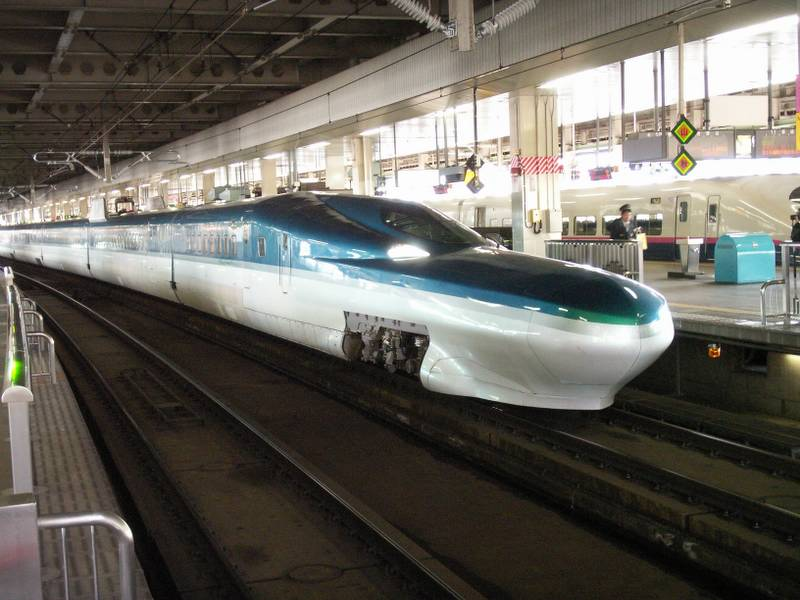
Fastech 360 на станции Сэндай. Сторона «эрроу-лайн»

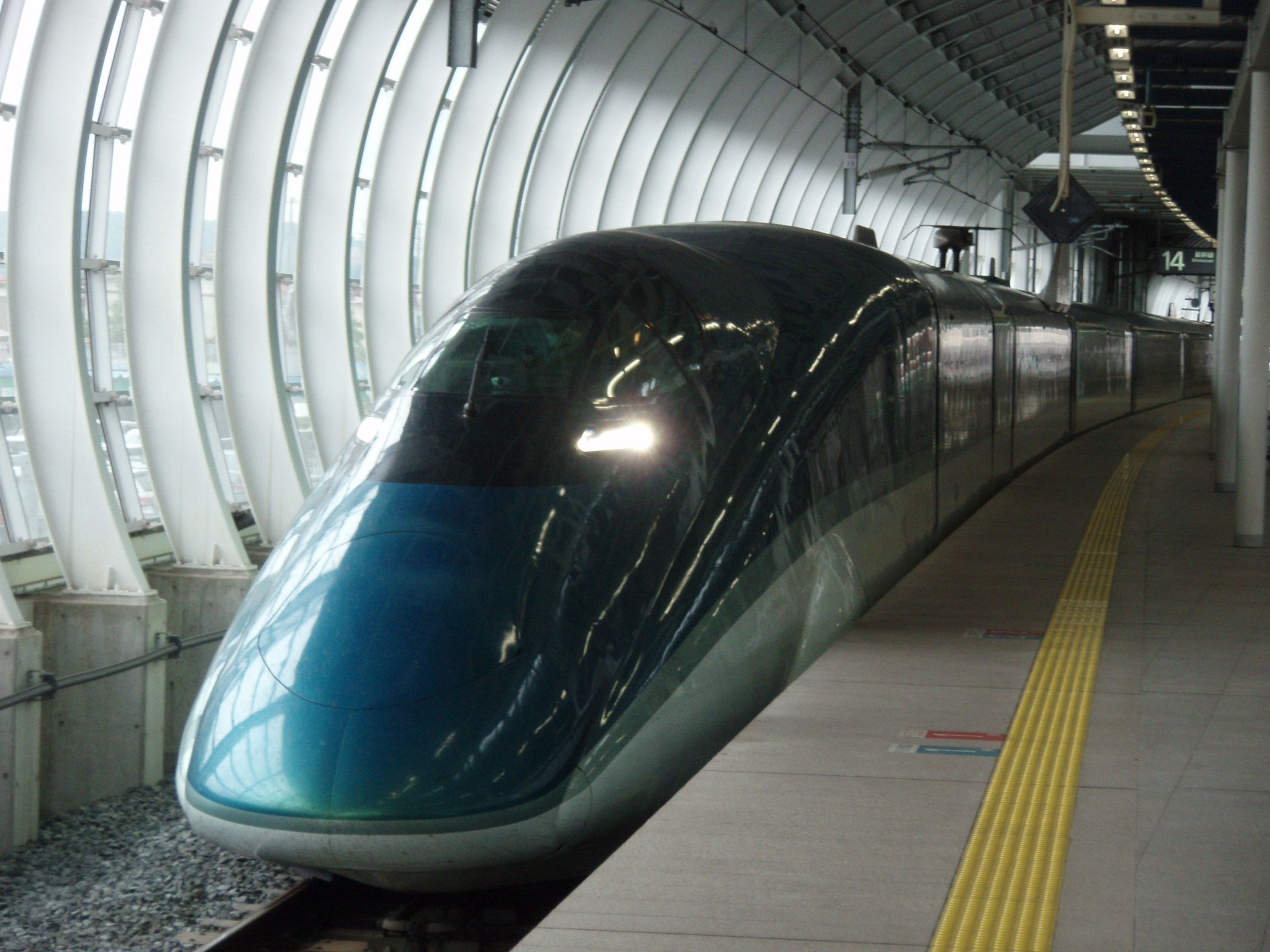
Сторона «стрим-лайн»

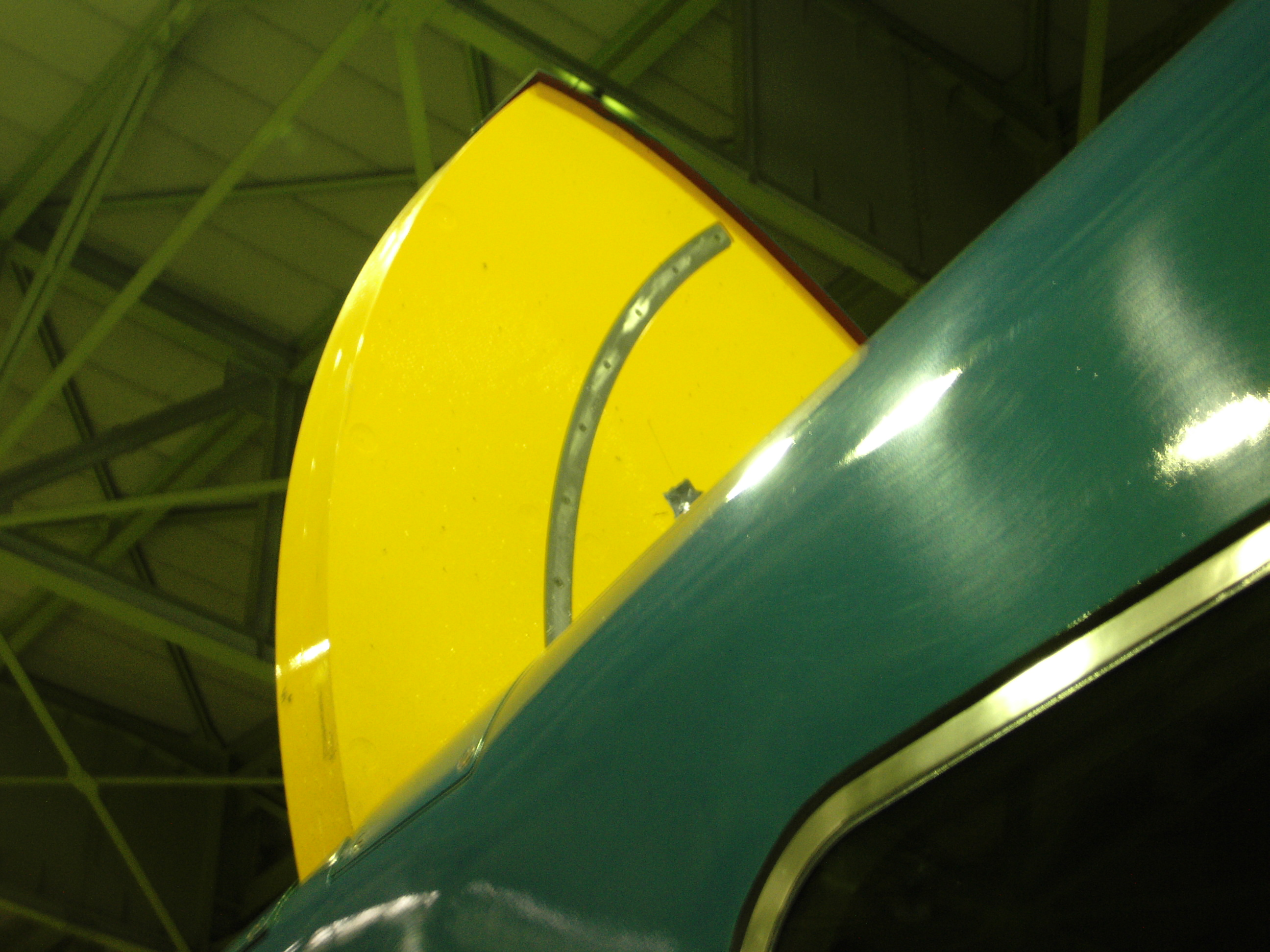
Воздушные тормоза в открытом состоянии.

Fastech 360 — прототип японского скоростного электропоезда. Официальное название — тип E954.
Поезд, спроектированный для курсирования между Токио и городом Аомори на севере острова Хонсю. Регулярные рейсы сверхбыстрого поезда могут совершаться уже с 2011 г. Предполагаемая служебная скорость составит 320 км/ч, которая превысит скорость электропоездов серии 500 и серии N700, и что сделает поезд быстрейшим японским синкансэном.
В ходе теста, в феврале 2006, на трассе между городами Сэндай и Китаками была достигнута скорость 366 км/ч.
Во время испытаний он прошёл 30 тысяч километров, и в августе 2005 скорость достигала 398 км/ч на отдельных участках. Предполагается, что максимальная скорость может составить 405 км/ч.
Есть два типа поезда:
- Fastech 360 S (тип E954): Для использования только на линиях синкансэн, 8-вагонный комплект, который начал тестовую работу на Тохоку-синкансэне в июле 2006 года.
- Fastech 360 Z (тип E955): Для использования и на линиях синкансэн, и на линиях мини-синкансэн, 6-вагонный комплект.

В составе типа E954 головные вагоны (1-й и 8-й, заводские номера E954-1 и E954-8 соответственно) имеют разную форму выступающей вперёд аэродинамической части. В первом вагоне она называется «стрим-лайн», в восьмом — «эрроу-лайн». Какая из них окажется более подходящей, планируется определить в ходе испытаний. В головных вагонах также отсутствуют двигатели, и они являются лишь управляющими.
Поезда Fastech 360 оснащаются аварийными воздушными тормозами, по виду напоминающими уши кота. Из-за этого поезда быстро получили прозвище Нэкомими Синкансэн (яп. 猫耳新幹線), которое означает «синкансэн с кошачьими ушами», но также и происходит от широко распространенного феномена нэко-мими в аниме и манге.
В культуре моэ была быстро создана персонаж Фастек-тян как персонификация поезда, и фигурки продаются с разрешения JR East.